# فرج الله الحويزي
الشيخ فرج الله بن محمد بن درويش بن محمد بن حسين ابن حماد بن أكبر الحويزي(1) هو رجل دين وفقيه ومُفسّر شيعي، بالإضافة إلى كونه أديباً وشاعراً. لم تحدد المصادر التاريخية الفترة الزمنية التي عاش فيها إلّا أن عمر كحالة نقل أنه كان حياً سنة 1100 هـ / 1689 م، ويُعاكس ذلك قول إسماعيل باشا البغدادي؛ حيث ذكر في هدية العارفين أن وفاته في نفس السنة 1100 هـ، وأما محسن الأمين فقد ذكر أنه كان معاصراً للحر العاملي، وذكر ذلك أيضاً آغا بزرگ الطهراني في ذريعته، وقد كتب الحر العاملي بنفسه ترجمة للحويزي في كتابه أمل الآمل. وهو محل توثيق من ترجموا له، ومنهم بالإضافة إلى الحر العاملي؛(2) عباس القمي، وعلي النمازي الشاهرودي،(3) وأبو القاسم الخوئي،(4) وغيرهم.

## مؤلفاته
| - إيجاز المقال في علم الرجال. يقع هذا الكتاب في مجلدين؛ الأول في رجال الشيعة، والثاني في رجال السنة. - المرقعة. - فاروق الحق في بيان الفرق. كتابٌ كبير في علم الكلام يشتمل على الفرق الثلاثة والسبعين. - الغاية في المنطق والكلام. وقد كتب شرحاً على الغاية كما ذكر الطهراني متردداً في اسمه من حيث كونه قيد الغاية أو شرح الغاية. وقد ذكره البغدادي بعنوان قيد الغاية. - الصفوة في الأصول. - تذكرة عنوان الشرف. أُلِّف هذاالكتاب رداً على كتاب عنوان الشرف الذي كتبه أحد رجال الدين الشوافع. - شرح تشريح الأفلاك. شرحٌ على كتاب تشريح الأفلاك للبهائي. | - منظومة في المعاني والبيان. - تفسير القرآن. - تاريخ كبير. - ديوان شعر كبير. - الحساب. - شرف العنوان لأهل هذا الزمان. - شرح خلاصة الحساب. - المناسك الشاه وردية. |

## الهوامش
| - 1 - ذكر الحر العاملي في ترجمته للحويزي في كتابه أمل الآمل اسمه: ”فرج الله بن محمد بن درويش بن محمد بن حسين ابن حماد بن أكبر الحويزي“. إلّا أن عمر كحالة في معجم المؤلفين استبدل اسم حماد باسم جمال. وأما محسن الأمين فقد ذكر في ترجمته للحويزي في أعيان الشيعة ما نصّه: ”الشيخ فرج الله بن محمد الحويزي اسمه أحمد بن درويش بن محمد بن حسين بن كمال الدين بن أكبر مجرد الجبلي الحويزي الحائري المزرعاوي“. - 2 - أفرد له الحر العاملي ترجمة في كتابه أمل الآمل في تراجم علماء جبل عامل وقال عنه: ”فاضل محقق ماهر شاعر أديب معاصر“. | - 3 - ذكره النمازي الشاهرودي في مستدركات علم رجال الحديث قائلاً عنه ما نصّه: ”فاضل محقق شاعر أديب؛ له مؤلفات كثيرة“. كما ذكره في كتاب مستدرك سفينة البحار قائلاً عنه: ”فرج الله بن محمد بن درويش الحويزي: فاضل محقق شاعر أديب معاصر صاحب كامل الزيارة. له مؤلفات كثيرة، منها كتاب الرجال وكتاب كبير في الكلام يشتمل على الفرق الثلاث والسبعين وغيرهما“. - 4 - نقل الخوئي ترجمة الحر العاملي للحويزي دون أي إضافة وذكرها في معجم رجال الحديث. |